# كارل بيترسون (لاعب كرة قدم أمريكية)
كارل بيترسون (بالإنجليزية: Carl Peterson)‏ هو لاعب كرة قدم أمريكية أمريكي، ولد في 26 مارس 1897 في مدينة سولت ليك في الولايات المتحدة، وتوفي في 1 يوليو 1964.